# Le Maître et Marguerite (série télévisée)
 (juin 2024).
Pour les articles homonymes, voir Le Maître et Marguerite (homonymie).
Le Maître et Marguerite (en russe : Мастер и Маргарита, Master i Margarita) est une adaptation télévisée en dix épisodes du roman Le Maître et Marguerite écrit par Mikhaïl Boulgakov, réalisée par Vladimir Bortko et sortie en 2005.

## Synopsis

### Trois histoires
Le film est une adaptation du roman Le Maître et Marguerite de l'auteur russe Mikhaïl Boulgakov. Trois histoires sont interconnectées.
La première est une satire des années trente du XXe siècle, période au cours de laquelle Joseph Staline exerce le pouvoir en URSS. Satan, ici appelé Woland, vient à Moscou pour y organiser son bal de printemps annuel et avec l’aide de ses partisans, il se moque des arrivistes corrompus, des bureaucrates et des profiteurs de cette période.
La seconde histoire se déroule dans Yershalaim et décrit la lutte intérieure de Ponce Pilate avant, pendant et après la condamnation et l'exécution de Yeshoua Ha-Nozri.
La troisième raconte l’histoire d’amour entre un écrivain anonyme de Moscou (le maître) dans les années 1930 et sa bien-aimée (Marguerite). Le Maître a écrit un roman sur Ponce Pilate, sujet tabou dans l'Union soviétique officiellement athée.

### Différences avec le roman
Malgré la longueur de la série télévisée, un certain nombre de scènes et de personnages du roman n'apparaissent pas dans cette adaptation.
Les personnages absents les plus remarquables sont le professeur Kouzmine et le démon Abaddon.
La scène absente la plus remarquable est Le rêve de Nikanor Ivanovitch. Boulgakov y dénonce les procès de Moscou en Union soviétique à travers le rêve d'un personnage. Vladimir Bortko a remplacé cette scène par un montage de films de propagande authentiques du régime soviétique de cette période.

## Anecdotes
Vladimir Bortko n'aimait pas la voix de l'acteur Alexandre Galibine (rôle du Maître) et on n’entend pas sa voix dans le film. L'acteur Sergueï Bezroukov (rôle de Yeshoua) a donné sa voix au Maître.
Il y a beaucoup d'autres voix doublées. Le rôle d’Aloisius Mogarytch a été joué par Gennadi Bogatchov, doublé par Andrei Toloubeïev. Et Afranius, joué par Liubomiras Laucevicius, est doublé par Oleg Basilachili, qui a joué le rôle de Woland.
Dans la série, le dialogue du chapitre 5 entre les personnages « près de la grille en fer forgé de Griboïedov » sur la qualité du restaurant de la maison des écrivains n'est pas mené par les personnages Ambroise et Foka mais par les personnages de Grigori Rimski et Stiopa Likhodeïev.
Il y a une erreur historique dans la série. Dans l'épisode 5, nous entendons le foxtrot Цветущий май [tsvetouchtchi mai] ou Blossoming May sortant du sous-sol du maître. Ce foxtrot du compositeur Artur Moritsevich Polonsky (1899-1989), n’est sorti qu’en 1948. Boulgakov, décédé en 1940, n'aurait pas pu le connaître.
Certains acteurs de cette série télévisée jouent également dans le film Le Maître et Marguerite réalisé par Iouri Kara en 1994. Aleksandre Filippenko (Azazello) est Koroviev dans le film de Kara. Valentin Gaft, qui interprète à la fois le rôle de Caïphe et du chef de la police secrète, joue le rôle de Woland chez Kara. Oleg Bassilachvili (Woland) a joué le rôle de Vladimir Talberg dans le film Les jours des Tourbine de Vladimir Bassov, et Roman Kartsev (Maksimilian Poplavski) était Schwonder dans le film Cœur de chien de Vladimir Bortko.
Un certain nombre d'événements malheureux sont arrivés aux acteurs après l’enregistrement de cette série. Ils nourrissent l'idée qu'une malédiction pèse sur ceux qui sont impliqués dans les adaptations du Maître et Marguerite. Mais certains événements ne sont pas relatés de manière correcte. Certains médias ont rapporté que la fille de Valentin Gaft (Caïphe) se serait pendue peu après le tournage de la série, à l’âge de 29 ans. En fait, le corps d’Olga a été découvert le 24 août 2002, trois ans avant le tournage de la série. Un aperçu de tous les décès subits ou suspects après l'enregistrement de la série télévisée est disponible sur le site web Le Maître et Marguerite.
Un élément important du roman est le fait que le Maître n'a pas de nom. Dans l'épisode 8 de la série, Béhémoth rend le manuscrit du roman au Maître, et nous voyons une couverture avec le nom de l'auteur - Maksoudov Nikolaï Afanasievitch. C'est le nom du personnage principal du Roman théâtral de Boulgakov, qui est aussi connu pour Les Mémoires d'un défunt, et qui a également été donné au Maître par Aleksandar Petrović dans son film Le Maître et Marguerite en 1972.

## Fiche technique
- Titre du film : Le Maître et Marguerite
- Titre original : Мастер и Маргарита
- Réalisation : Vladimir Bortko
- Photographie : Valeri Myulgaut (ru)
- Scénario : Vladimir Bortko
- Musique : Igor Kornelyuk
- Montage : Leda Semionova
- Direction artistique :  Marina Nikolaeva, Vladimir Svetozarov
- Costumes : Nadejda Vassilieva
- Maquillage : Vadim Khalaïmov, Irina Vassilieva
- Son : Antonina Balachova, Mikhail Viktorov, Gavriil Biriuline
- Production : Valeri Todorovski, Anton Zlatopolski
- Budget :
- Durée : 10 épisodes de 44-53 minutes
- Pays d'origine :  Russie
- Date de sortie : 2005
- Genre : comédie dramatique

## Distribution
- Oleg Bassilachvili : Woland
- Anna Kovaltchouk : Marguerite
- Alexandre Galibine : Maître
- Vladislav Galkine : Ivan Bezdomny, poète
- Kirill Lavrov : Ponce Pilate
- Alexandre Abdoulov : Koroviev
- Aleksandre Filippenko : Azazello
- Alexandre Bachirov : Béhémoth
- Sergueï Bezroukov : Yeshoua Ha-Nozri
- Alexandre Adabachyan : Mikhaïl Berlioz, président du Massolit
- Guennadi Bogatchev : Aloïzi Mogarytch
- Nikolaï Bourov : Archibald Archibaldovitch, maître d'hôtel
- Valentin Gaft : Caïphe / Chef du NKVD
- Valery Zolotoukhine : Nikolaï Bossoï, président du comité du logement
- Roman Kartsev : Maximilien Poplavski, oncle de Berlioz
- Ivan Krasko : chauffeur de taxi
- Vassili Livanov : Alexandre Stravinski, psychiatre
- Dmitri Naguiev : Judas Iscariote
- Aleksandr Pankratov-Tcherny : Stepan Likhodeïev, directeur du théâtre Variété
- Valentin Smirnitski : Arkadi Sempleiarov, président de la commission acoustique

## Contexte
Le réalisateur et scénariste de cette adaptation télévisée est Vladimir Bortko. C'était sa deuxième tentative de porter à l'écran Le Maître et Marguerite de Mikhaïl Boulgakov. En 2000, le studio de cinéma Kino-Most, appartenant à la chaîne de télévision NTV lui avait déjà demandé. Au dernier moment, il n’a pas réussi à trouver un accord avec le propriétaire autoproclamé des droits d'auteur, Sergueï Chilovski, petit-fils de la troisième épouse de Mikhaïl Boulgakov. En 2005, un accord a été conclu avec Telekanal Rossia .
Cette épopée télévisée de plus de 8 heures a été vivement critiquée ou, du moins, considérée avec scepticisme avant sa parution à l’écran. La première diffusion du 19 décembre 2005 a été précédée par des mois de polémiques dans les médias. Les opposants craignaient que la structure narrative, les différents niveaux du roman et la complexité des thèmes sociopolitiques et métaphysiques soient sacrifiés aux exigences du média de télévision. Bortko suivit méticuleusement les dialogues du roman et la plupart des critiques cessèrent après la diffusion du premier épisode. La série est devenue la plus suivie de la télévision russe. Le dimanche 25 décembre 2005, 40 millions de Russes ont regardé le septième épisode.
Dans le roman, l'histoire se déroule à Moscou, mais le réalisateur a choisi de tourner les scènes des années 1930 à Saint-Pétersbourg. « Aujourd'hui, Saint-Pétersbourg ressemble beaucoup plus à la ville de Moscou dans le temps de Joseph Staline qu'à la ville de Moscou aujourd'hui », a-t-il déclaré. Les scènes bibliques ont été tournées en Bulgarie.
Contrairement aux adaptations précédentes, Vladimir Bortko a suivi de près les dialogues du roman. Le format d'une série télévisée s'est révélé mieux adapté qu'un film de cinéma pour capturer une œuvre complexe et multidimensionnelle avec des personnages différents. « Boulgakov a écrit son roman comme un scénario prêt à l'emploi », a déclaré Bortko.